# 馬達加斯加蛇鰻
馬達加斯加蛇鰻（学名：Ophichthus madagascariensis）為輻鰭魚綱鰻鱺目糯鰻亞目蛇鰻科的其中一種，分布於西印度洋的馬達加斯加及模里西斯海域，棲息深度可達230公尺，棲息在底層水域，屬肉食性，生活習性不明。
其种加词“madagascariensis”意为“马达加斯加的”。